# Nebílovy (zámek)
Zámek Nebílovy je barokní zámek, který se nachází ve stejnojmenné obci na jižním Plzeňsku, 16 km jižně od Plzně. Je ve vlastnictví státu (správu zajišťuje Národní památkový ústav) a je přístupný veřejnosti. Zámek je chráněn jako kulturní památka.

## Historie
Zámek v dnešní podobě byl postaven v letech 1706 až 1719 na půdorysu dvou proti sobě obrácených písmen U. Na místě zámku stávala renesanční tvrz, která byla v šedesátých letech 17. století přestavěna na arkádový zámeček.

### Adam Jindřich ze Steinau
Hrabě Adam Jindřich ze Steinau byl významný válečník 2. poloviny 17. století, který vtiskl zámku jeho dnešní podobu. V lednu 1705 zakoupil panství Nebílovy, Chlumčany a Žinkovy. V roce 1706 začal podle plánů rakouského císařského architekta Johanna Lukase von Hildebrandta stavět v Nebílovech zámek, ve kterém se rozhodl strávit své stáří. Stavbu provedl plzeňský architekt a stavitel Jakub Auguston mladší. Dokončení stavby se však Adam Jindřich už nedožil, protože zemřel 31. října 1712 a 4. listopadu byl pochován v kostele svatého Jakuba Většího v nedaleké vesnici Prusíny.
Panství zdědila jeho dcera Marie Terezie, provdaná za Františka Václava z Vrtby, která je prodala rodu Černínů.

### Černínové
Stavbu zámku před rokem 1720 dokončila Antonie Černínová z Chudenic v podobě dvou křídel ve tvaru podkov propojených po stranách arkádovými chodbami s plochými terasami s balustrádami. V předním, menším křídle s hodinovou věží jsou situovány obytné místnosti, v zadním, větším křídle pak místnosti reprezentační včetně velkého tanečního sálu a kaple sv. Antonína. Na východní straně navazoval hospodářský dvůr. Ze západu přiléhala zahrada s fontánou a se třemi pavilonky v ohradní zdi.
Jan Vojtěch Černín z Chudenic provedl v letech 1785 až 1789 rekonstrukci a opravu zámku, v zadním traktu přestavěl kapli i hlavní sál. Během oprav veškeré interiéry vymaloval Antonín Tuvora. Malby se z větší části dochovaly dodnes a jsou předmětem postupného restaurování. Po smrti bezdětného Jana Vojtěcha v roce 1816 celé panství včetně zámku zdědil jeho prasynovec Kristián Vincenc Waldstein-Wartenberg (1794–1858).

### Pozdější osud

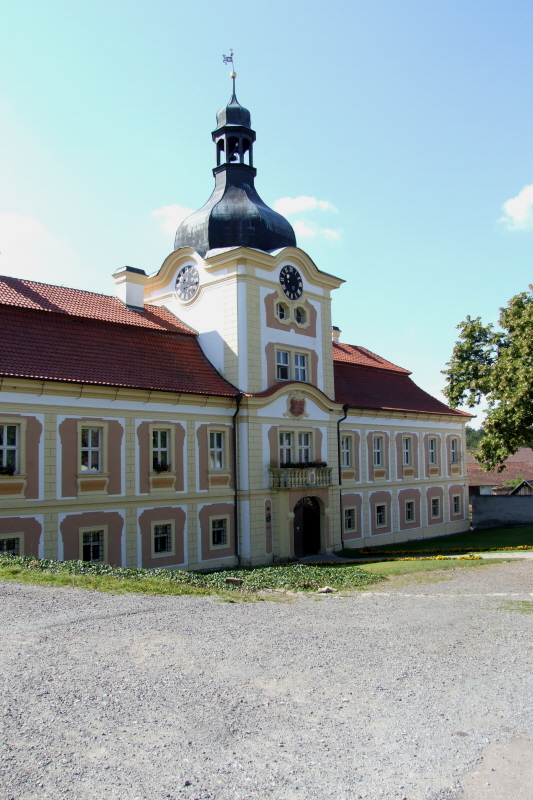
Zrekonstruované přední křídlo zámku s hodinovou věží

Novými majiteli se stali Valdštejnové, kteří ale zámek neobývali. Centrum panství bylo ve Šťáhlavech, a tak zámek chátral. Sloužil k hospodářským účelům, interiéry chátraly a spojovací arkádová křídla zcela zanikla. V roce 1919 byl areál zabrán v rámci pozemkové reformy a v roce 1924 rozdělen mezi členy sadařského družstva a místní obyvatele.
V roce 1967 získal zámek československý stát a od roku 1968 byly prováděny záchranné práce. V roce 1992 byl zámek předán obci Nebílovy. Poprvé v historii byl zpřístupněn veřejnosti v roce 1998, avšak opět v rukou státu a ve správě Památkového ústavu v Plzni.

## Záchrana a restaurování
Zámek byl koncem 60. let 20. století v dezolátním stavu. Teprve po přechodu do vlastnictví státu byly zahájeny záchranné práce.

### Záchranné práce
V 70. a 80. letech 20. století probíhalo převážně odstraňování vážných statických poruch. Koncem 80. let byla vyměněna střešní krytina předního křídla, venkovní a vnitřní omítky. K omezení výrazné vlhkosti v objektu napomáhá postupná obnova rozsáhlého, rozvětveného odvodňovacího systému z počátku 18. století. Systém nebyl po desetiletí udržován a je nefunkční. Kanály jsou zaneseny sedimentem a klenby mnohdy poničené průjezdem těžké techniky, která dříve areálem jezdila. Doposud byla zprůchodněna alespoň hlavní kanalizační trasa odvodňující nádvoří, bývalé stáje a část zahrady.

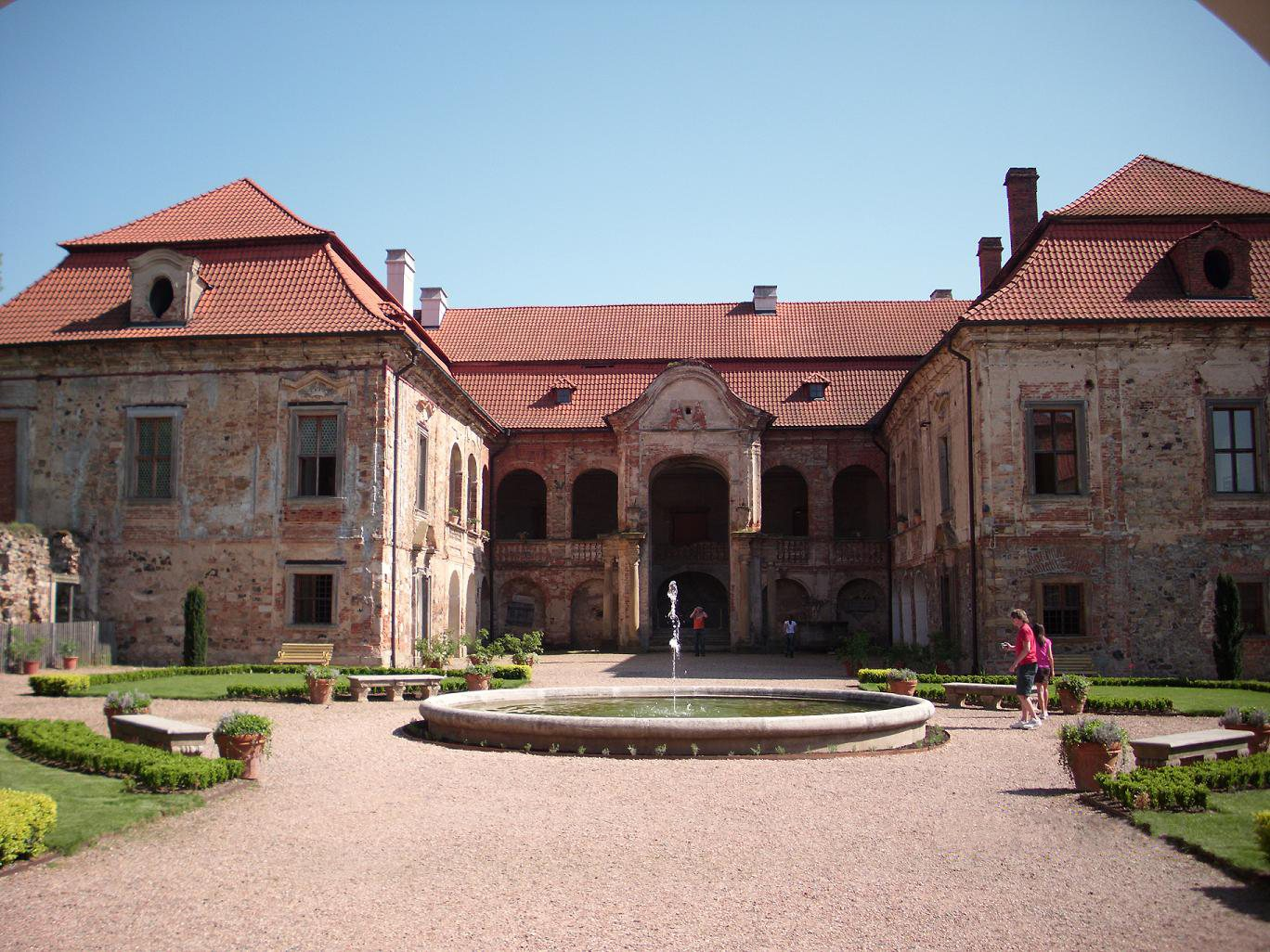
Zámek Nebílovy – neopravená část

### Tuvorova nástropní malba
Záchrana zámku začala v roce 1967 transferem rozsáhlé nástropní malby Antonína Tuvory v tanečním sále (asi 180 m2). Ta byla rozřezána na více než 600 dílů, s tenkou vrstvou omítky stropu sejmuta a dočasně uložena do doby, než bude obnovena v té době již shnilá, rozpadající se dřevěná klenba sálu. Až na jaře 2008 byla díky grantu z finančního mechanismu EU/Norsko malba zrevidována, proběhlo zpevňování sejmutých dílků a byla vytvořena mapa, aby jednotlivé díly mohly být podle ní navráceny a umístěny zpět na klenutí.
V roce 2013 bylo náročné několikaleté restaurování freskové výzdoby tanečního sálu dokončeno. Dne 23. září 2014 se v sále konalo vyhlášení výsledků prvního ročníku Ceny Národního památkového ústavu Patrimonium pro futuro. Restaurování sálu bylo plzeňským pracovištěm Národního památkového ústavu nominováno na udělení této ceny. Restaurátorská akce byla také oceněna mimořádnou cenou generální ředitelky Národního památkového ústavu.

## Zpřístupnění veřejnosti
| Rok  | Počet návštěvníků |
| ---- | ----------------- |
| 2015 | 7 323             |
| 2016 | 8 522             |
| 2017 | 8 943             |

Veřejnosti bylo 4. července 1998 zpřístupněno přední křídlo zámku s instalací barokního a rokokového vybavení a se souborem benátských lustrů.
Koncem devadesátých let dvacátého století začala obnova zadního křídla a později bylo upraveno nádvoří mezi oběma křídly zámku. Zadní křídlo získalo novou střešní krytinu, opraveny byly čtyři renesanční místnosti v přízemí i dvě místnosti v patře. Dále velký taneční sál, kde byla zrekonstruována parketová podlaha a zrestaurována část výmalby Antonína Tuvory. I tato část zámku je dnes již zpřístupněna veřejnosti.
Podařilo se zachránit i kapli, která hrozila zřícením. Po rekonstrukci interiéru a vybavení mobiliářem byla kaple 24. června 2001 vysvěcena plzeňským biskupem Františkem Radkovským. Národní památkový ústav dnes v zrekonstruované zámecké kapli sv. Antonína Paduánského nabízí možnost za poplatek také uspořádat svatbu. 
Správa zámku rovněž pořádá výtvarné workshopy pro školy.

## Zámecká zahrada
Vznikala v době stavby zámku počátkem 18. století a její původní podoba se zachovala na podrobné mapě panství Šťáhlavy-Nebílovy z poloviny 18. století. Šlo o francouzský park se zimostrázovými a květinovými ornamenty a s centrální fontánou. Tato podoba zahrady zanikla v 19. století, kdy zámecký areál sloužil k hospodářským účelům.
Rekonstrukci zahrady měla zajistit firma Green Project, která s nejnižší cenou 23 milionů vyhrála v roce 2021 výběrové řízení. Rekonstrukce měla původně skončit už v prosinci roku 2022. Kontrolami však byla zjištěna závažná pochybení v průběhu prací a v květnu 2023 proto byla zmíněné firmě vypovězena smlouva o dílo, načež firma Green Project bez vysvětlení opustila pracoviště a na místě zanechala připravený materiál i některá svoje zařízení. Na počátku roku 2024 bylo připraveno vypsání nového tendru na dokončení úprav nebílovské barokní zahrady.